# Daniel Scherning
Daniel Scherning (* 29. Oktober 1983 in Paderborn) ist ein deutscher Fußballtrainer und ehemaliger Fußballspieler.

## Spielerkarriere
Der Mittelstürmer Daniel Scherning begann seine Karriere beim SV Heide Paderborn und wechselte später in die Jugendabteilung des SC Paderborn 07. Im Sommer 2002 rückte er in den Kader der ersten Mannschaft auf, die seinerzeit in der drittklassigen Regionalliga Nord spielte. Mit den Paderborner gewann er 2004 den Westfalenpokal, bevor er ein Jahr später mit der Mannschaft als Vizemeister den Aufstieg in die 2. Bundesliga schaffte. Da er nur unregelmäßig zum Einsatz kam, wechselte Scherning zur Saison 2005/06 zum SC Pfullendorf in die Regionalliga Süd.
Nach nur einem Jahr in Süddeutschland kehrte er nach Ostwestfalen zurück und schloss sich der zweiten Mannschaft von Arminia Bielefeld an. Mit 22 Saisontoren sorgte Scherning dafür, dass sein Team in der Saison 2006/07 den dritten Platz der Oberliga Westfalen erreichte. Daraufhin wurde der Regionalligist SC Verl auf ihn aufmerksam und verpflichtete Scherning zur Saison 2007/08. Doch bereits während der Winterpause der Saison 2007/08 kehrte er zu Arminia Bielefeld II zurück und schaffte mit seiner Mannschaft die Qualifikation für die neu geschaffene NRW-Liga. In der Saison 2008/09 spielte Scherning noch für die zweite Mannschaft des FC Schalke 04, bevor er seine Karriere beendete.

## Trainerkarriere
Erneut kehrte Daniel Scherning zu Arminia Bielefeld zurück und arbeitete zunächst als Scout. Im Januar 2010 wurde er Co-Trainer der zweiten Mannschaft unter Armin Perrey und stieg 2011 mit dem Team aus der Regionalliga Nord ab. Zur Saison 2012/13 wurde Scherning Cheftrainer von Arminia Bielefeld II in der Oberliga Westfalen und führte sein Team in der Saison 2013/14 zur Meisterschaft. Da Bielefelds Profimannschaft gleichzeitig aus der 2. Bundesliga abstieg, durfte die zweite Mannschaft nicht aufsteigen.
Im Sommer 2016 wurde Daniel Scherning Co-Trainer beim SC Paderborn 07 und erlebte dort turbulente Zeiten. Zunächst sportlich abgestiegen, blieb die Mannschaft 2017 nur dank der Lizenzverweigerung für den TSV 1860 München drittklassig. Es folgten unter dem Cheftrainer Steffen Baumgart zwei Aufstiege in Folge, die die Paderborner 2019 in die Bundesliga brachten. Nach einem Jahr stieg die Mannschaft wieder ab.
Zur Saison 2021/22 übernahm Daniel Scherning das Traineramt beim VfL Osnabrück, der gerade von der 2. Bundesliga in die 3. Liga abgestiegen war. Er beendete die Saison mit der Mannschaft auf dem 6. Platz und verpasste somit den direkten Wiederaufstieg.
Mitte August 2022 kehrte Scherning zu Arminia Bielefeld zurück und übernahm als Nachfolger von Uli Forte die Zweitligamannschaft, die als Bundesliga-Absteiger die ersten vier Spiele der Saison 2022/23 verloren hatte. Die Hinrunde schloss die Mannschaft mit 17 Punkten auf dem 16. Platz ab. Anfang März 2023 wurde Scherning wieder freigestellt, da sich die Mannschaft nach dem 23. Spieltag mit 21 Punkten noch immer im Abstiegskampf befand. Zu diesem Zeitpunkt stand man auf dem 16. Platz und hatte jeweils einen Punkt Abstand auf das Tabellenende bzw. auf einen Nichtabstiegsplatz.
Am 7. November 2023 gab der Zweitligist Eintracht Braunschweig die Verpflichtung Schernings als neuen Trainer bekannt. Nach einer 1:4-Niederlage gegen den 1. FC Nürnberg am 34. Spieltag der Saison 2024/25 wurde er noch vor den Relegationsspielen gegen den 1. FC Saarbrücken entlassen.